# Disha Patani
Disha Patani est une actrice et mannequin indienne, née le 13 juin 1992 à Bareilly (Uttar Pradesh). Elle est connue pour son travail dans les films hindis.

## Filmographie

### Cinéma

#### Longs-métrages
- 2015 : Loafer de Puri Jagannadh : Mouni
- 2016 : M.S. Dhoni: The Untold Story de Neeraj Pandey : Priyanka Jha
- 2017 : Kung Fu Yoga de Stanley Tong : Ashmita
- 2018 : Welcome to New York de Chakri Toleti : elle-même
- 2018 : Baaghi 2 d'Ahmed Khan : Neha
- 2020 : Malang de Mohit Suri : Sara Nambiar
- 2024 : Kalki 2898 AD de Nag Ashwin : Roxie

## Distinctions
| Date                   | Distinction                   | Catégorie                                             | Film                         | Résultat   |
| ---------------------- | ----------------------------- | ----------------------------------------------------- | ---------------------------- | ---------- |
| 4 décembre 2016        | Screen Awards                 | Meilleur espoir féminin                               | M.S. Dhoni: The Untold Story | Lauréat    |
| 12 janvier 2017        | FOI Online Awards             | Meilleur espoir féminin                               | M.S. Dhoni: The Untold Story | Nomination |
| 14 au 15 juillet 2017  | IIFA Awards                   | Meilleur espoir féminin                               | M.S. Dhoni: The Untold Story | Lauréat    |
| 14 au 15 juillet 2017  | IIFA Awards                   | Meilleure actrice dans un second rôle                 | M.S. Dhoni: The Untold Story | Nomination |
| 19 août 2017           | BIG Star Entertainment Awards | Espoir féminin le plus divertissant                   | M.S. Dhoni: The Untold Story | Lauréat    |
| 19 août 2017           | BIG Star Entertainment Awards | Actrice la plus divertissante dans un film dramatique | M.S. Dhoni: The Untold Story | Nomination |
| 18 au 19 novembre 2017 | Stardust Awards               | Meilleur espoir féminin                               | M.S. Dhoni: The Untold Story | Lauréat    |